# The Memory Remains
"The Memory Remains" is een nummer van de Amerikaanse band Metallica, met de Britse Marianne Faithfull als achtergrondzangeres. Het nummer verscheen op hun album ReLoad uit 1997. Op 11 november van dat jaar werd het nummer uitgebracht als de eerste single van het album.

## Achtergrond
"The Memory Remains" is geschreven door zanger James Hetfield en drummer Lars Ulrich en geproduceerd door Bob Rock in samenwerking met Hetfield en Ulrich. In 1995 werden in de thuisstudio van Ulrich twee demos van het nummer opgenomen onder de titel "Memory". Op 2 juli 1996 werd het nummer voor het eerst livegespeeld tijdens een jamsessie. Marianne Faithfull werd ingezet als gastzangeres op aandringen van Hetfield, die vond dat haar "versleten, 'sigaretten op de cd' ruikende stem" paste bij het "griezelige, Sunset Boulevard-gevoel van het nummer", aangezien de tekst gaat over een artiest die gek wordt nadat zij haar roem is verloren.
De gesproken woorden "Say yes, at least say hello" tijdens de outro van "The Memory Remains" is een verwijzing naar de film The Misfits uit 1961. Een deel van de gitaarriff in de intro is gelijk aan die van "Sabbath Bloody Sabbath" van Black Sabbath. De band zelf was weinig tevreden over het nummer; toen basgitarist Jason Newsted de vraag kreeg of hij het album ReLoad zou hebben gekocht, antwoordde hij, "niet als ik eerst "The Memory Remains" had gehoord".
"The Memory Remains" werd een redelijk succes met een 28e plaats in de Amerikaanse Billboard Hot 100 en de derde plaats in de Mainstream Rock Tracks-lijst. In het Verenigd Koninkrijk werd de dertiende plaats behaald, terwijl het in Finland een nummer 1-hit werd. In Nederland haalde het nummer respectievelijk de zeventiende en vijftiende plaats in de Top 40 en de Mega Top 100, terwijl het in de Vlaamse Ultratop 50 tot plaats 28 kwam.
Andere versies van "The Memory Remains" zijn opgenomen tijdens een aflevering van Saturday Night Live, op de B-kant van de single "The Unforgiven II" en de livealbums S&M, Français Pour Une Nuit en Orgullo, pasión y gloria: tres noches en la Ciudad de México. Daarnaast is het nummer gebruikt in een aflevering van de televisieserie The Sopranos. De videoclip van het nummer is opgenomen op het Van Nuys Airport in Los Angeles en ging op 15 november 1997 in première op MTV.

## Hitnoteringen

### Nederlandse Top 40
| Hitnotering: 22-11-1997 t/m 06-12-1997 | Hitnotering: 22-11-1997 t/m 06-12-1997 | Hitnotering: 22-11-1997 t/m 06-12-1997 | Hitnotering: 22-11-1997 t/m 06-12-1997 | Hitnotering: 22-11-1997 t/m 06-12-1997 |
| Week                                   | 1                                      | 2                                      | 3                                      |                                        |
| -------------------------------------- | -------------------------------------- | -------------------------------------- | -------------------------------------- | -------------------------------------- |
| Positie                                | 18                                     | 17                                     | 32                                     | uit                                    |

### Mega Top 100
| Hitnotering: 15-11-1997 t/m 07-02-1998 | Hitnotering: 15-11-1997 t/m 07-02-1998 | Hitnotering: 15-11-1997 t/m 07-02-1998 | Hitnotering: 15-11-1997 t/m 07-02-1998 | Hitnotering: 15-11-1997 t/m 07-02-1998 | Hitnotering: 15-11-1997 t/m 07-02-1998 | Hitnotering: 15-11-1997 t/m 07-02-1998 | Hitnotering: 15-11-1997 t/m 07-02-1998 | Hitnotering: 15-11-1997 t/m 07-02-1998 | Hitnotering: 15-11-1997 t/m 07-02-1998 | Hitnotering: 15-11-1997 t/m 07-02-1998 | Hitnotering: 15-11-1997 t/m 07-02-1998 | Hitnotering: 15-11-1997 t/m 07-02-1998 | Hitnotering: 15-11-1997 t/m 07-02-1998 |
| Week                                   | 1                                      | 2                                      | 3                                      | 4                                      | 5                                      | 6                                      | 7                                      | 8                                      | 9                                      | 10                                     | 11                                     | 12                                     |                                        |
| -------------------------------------- | -------------------------------------- | -------------------------------------- | -------------------------------------- | -------------------------------------- | -------------------------------------- | -------------------------------------- | -------------------------------------- | -------------------------------------- | -------------------------------------- | -------------------------------------- | -------------------------------------- | -------------------------------------- | -------------------------------------- |
| Positie                                | 21                                     | 15                                     | 22                                     | 39                                     | 38                                     | 38                                     | 39                                     | 41                                     | 43                                     | 51                                     | 53                                     | 80                                     | uit                                    |

### NPO Radio 2 Top 2000
| Nummer met noteringen in de NPO Radio 2 Top 2000 | '16  | '17  | '18  | '19  | '20  | '21  | '22  | '23  | '24  |
| ------------------------------------------------ | ---- | ---- | ---- | ---- | ---- | ---- | ---- | ---- | ---- |
| The Memory Remains                               | 1733 | 1957 | 1630 | 1399 | 1645 | 1491 | 1303 | 1450 | 1702 |

1. ↑  Een vetgedrukt getal geeft de hoogste notering aan.
2. ↑  2016 was het eerste jaar met een notering voor dit nummer.